# Chorrera (Atlántico)
Chorrera es un centro poblado del municipio de Juan de Acosta en el departamento del Atlántico, Colombia. Limita al norte y al oeste con el municipio de Juan de Acosta, al este con el municipio de Baranoa y al sur con el municipio de Usiacurí. Se encuentra a 50 km de Barranquilla y a 23 km de distancia por carretera del mar Caribe. En 2014, la población de Chorrera era de aproximadamente 1,250 habitantes.

## Historia
Chorrera es un centro poblado del departamento del Atlántico, Colombia, fundado entre 1700 y 1710 por los hermanos del presbítero Orozco, cura de Baranoa. Originalmente, el asentamiento estaba ubicado en La Salvia, a 3 km del sitio actual, en terrenos concedidos en 1675 por la corona española a David Córdoba y el Dr. Mendoza Amarís. Posteriormente, los colonos se trasladaron al lugar actual debido a la disponibilidad de agua, lo que inspiró su nombre (Chorrera: corriente de agua que cae desde cierta altura, como una pequeña cascada o chorro de agua).
El 26 de septiembre de 1789, la Corona Española otorgó oficialmente el territorio a Chorrera, concediéndole una legua de extensión por cada lado, bajo la jurisdicción de Sabanalarga, que entonces pertenecía al departamento de Bolívar. Esta fecha se celebra como el aniversario de la fundación de Chorrera.

## Geografía y Naturaleza
Chorrera cuenta con diversas fuentes de agua, incluyendo el arroyo que atraviesa sus calles y varias caídas de agua como el Chorro Grande, el Chorro de la Zorra y el Chorro Chiquito. Estas características geográficas son notables en el Atlántico.

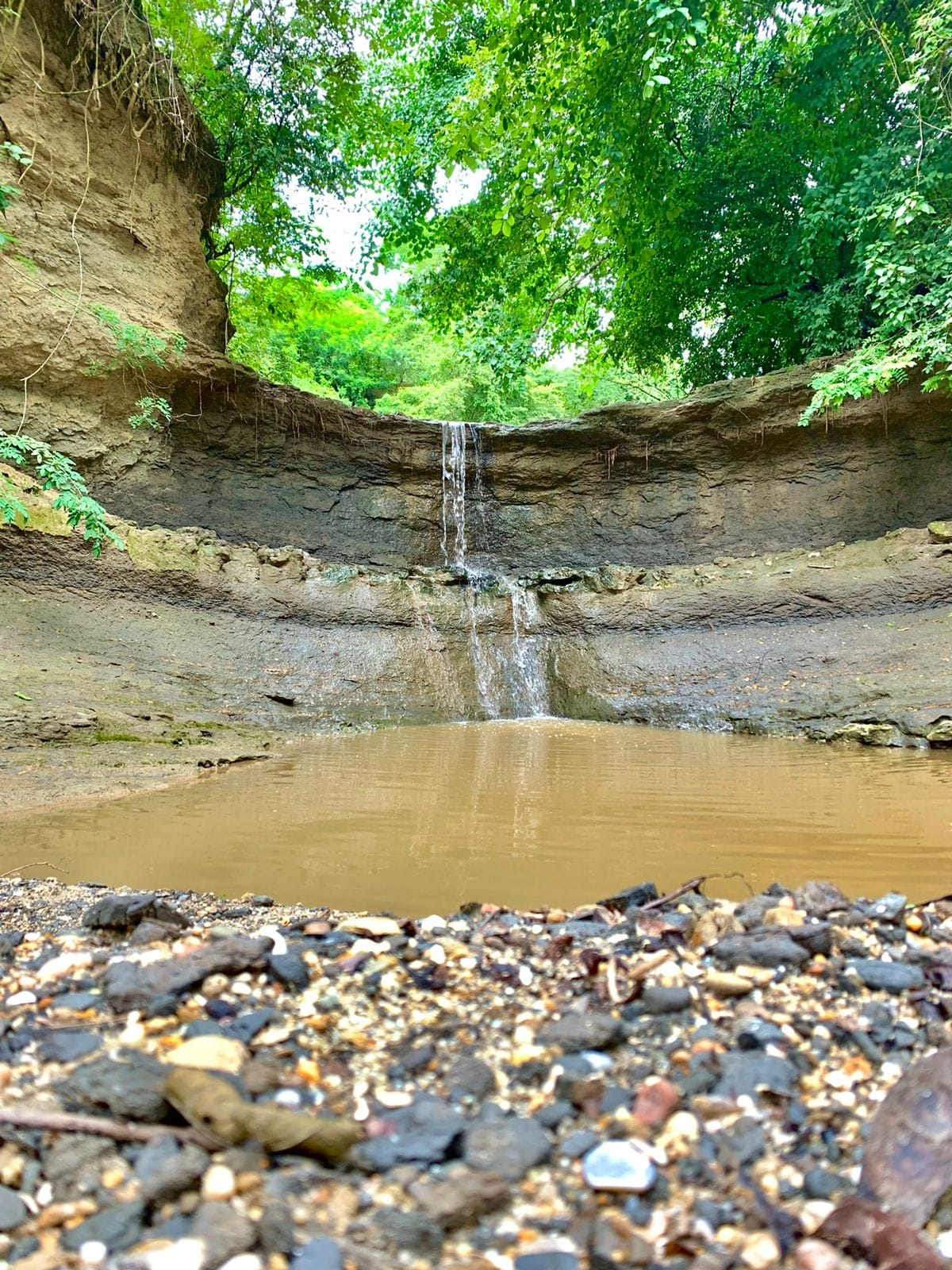
El chorro chiquito

## Economía
Chorrera es conocida por su agricultura, con cultivos de yuca, maíz, millo, ñame, sandía y frijol. La ganadería, la construcción y la confección también son actividades económicas importantes. Las mujeres de Chorrera han mantenido la tradición de tejer mochilas, bolsos y sombreros.

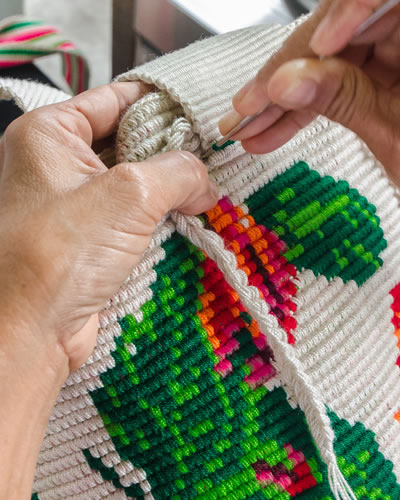
Manos de una artesana chorrerana tejiendo una mochila

Desde 2019, la elaboración de rosquitas de almidón de yuca y queso se ha convertido en otra fuente de ingresos.

## Cultura
El Carángano es una tradición cultural importante en Chorrera. Este instrumento musical, utilizado antiguamente por los indígenas de la región, se toca desde finales de noviembre hasta el 20 de enero para marcar el inicio de la temporada festiva y la llegada de "Mano Chan". Las mojigangas, personajes vestidos con ropa de hombre y mujer, acompañan la música del Carángano con su baile.
La Cumbia también es relevante en la identidad cultural de Chorrera. La primera cumbia tradicional se formó en 1950 y varios grupos han continuado esta tradición, participando en festivales y eventos regionales. La cumbia de Chorrera ha ganado premios en el Festival del Pito Atravesao' en Morroa, Sucre.

### Carnavales
El Carnaval de Chorrera se celebra simultáneamente con el Carnaval de Barranquilla. Las festividades incluyen la llegada de Mano Chan, la coronación de la reina y la lectura del bando. Los desfiles y disfraces son elementos clave, con personajes que representan figuras de la farándula y la política, además de danzas tradicionales de cumbia.
El Carnaval de Chorrera culmina con el “Joselito Carnaval”, un desfile en el que se despide simbólicamente a un muñeco de trapo, para luego quemarlo. Posteriormente, se celebra el Reinado Intermunicipal de la Agricultura ("la repela"), un evento en honor a los campesinos, donde candidatas de diferentes municipios compiten por la corona.

### Religión

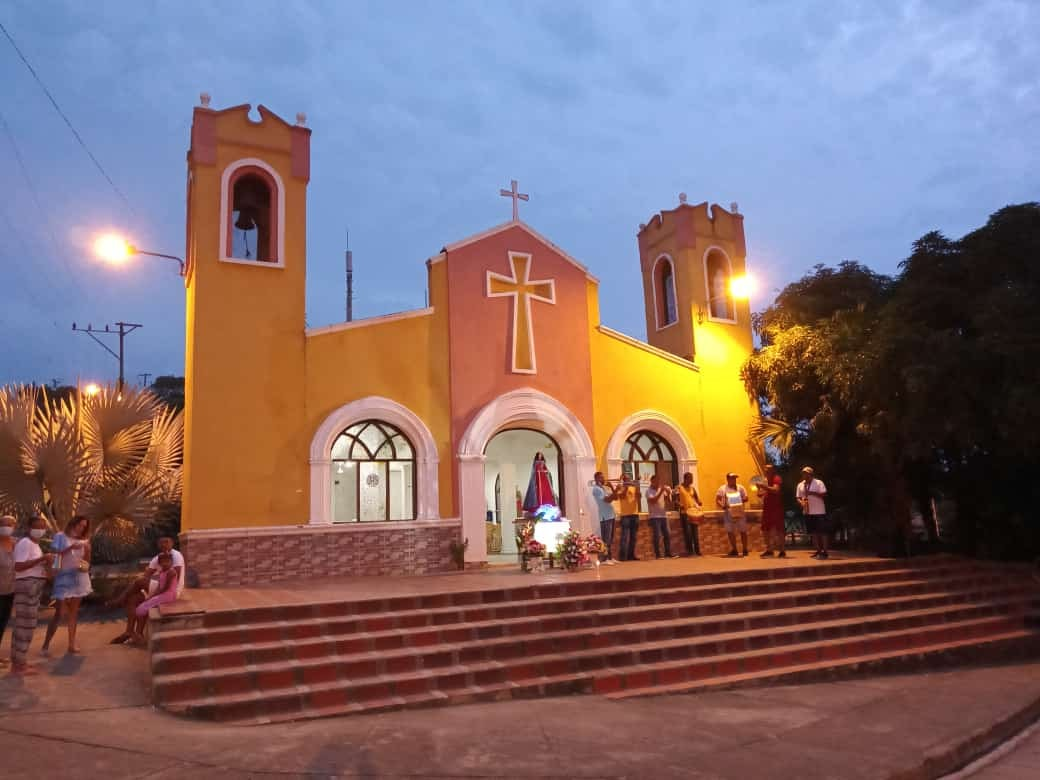
Alborada de santa catalina, cada 25 de noviembre.

La mayoría de la población de Chorrera es católica, celebrando dos fiestas patronales principales: San Isidro Labrador en mayo y Santa Catalina de Alejandría en noviembre. También se celebra la Semana Santa con diversas tradiciones, incluyendo el Domingo de Ramos, el Jueves Santo y el Vía Crucis.